# Alfa Romeo 8C Competizione
De Alfa Romeo 8C Competizione is een supersportwagen van het Italiaanse automerk Alfa Romeo. De wagen werd voor het eerst getoond als conceptwagen op de Autosalon van Frankfurt in 2003. De productieversie van de wagen was voor het eerst te zien op de Autosalon van Parijs in september 2006.

## Conceptwagen
In 2003 verraste Alfa Romeo iedereen op het Autosalon van Frankfurt met de voorstelling van een tweezits achtcilinder sportwagen: de 8C Competizione. Hij werd in het eigen Centro Stile van Alfa Romeo ontworpen en verwijst zowel qua design als qua naam naar de rijke geschiedenis van Alfa Romeo in racewereld. De achtcilinder sportwagens die gebouwd werden in de jaren 1930 werden al 8C genoemd. Ook het Competizione toevoegsel werd reeds eerder gebruikt in een legendarische sportwagen van het merk: de Alfa 6C 2500 Competizione die door Juan-Manuel Fangio and Augusto Zanardi werd gebruikt in de Mille Miglia van 1950. Het design van de wagen gebruikt onder andere elementen van de 33 Stradale en de Giulia TZ.
Op de 2005 Pebble Beach Concours d'Elegance stelde Alfa Romeo de 8C Competizione Spider voor, een cabriolet versie van de 8C.
De carrosserie van de conceptwagen is volledig uit carbon vervaardigd, wat het gewicht onder de 1500 kg houdt. De motor is een 4,2 liter V8 van zusterbedrijf Maserati en zorgt voor 420 pk, wat de topsnelheid op ongeveer 300 km/u en de 0-100 km/u tijd naar 4.2 seconden zou brengen.

## Productie

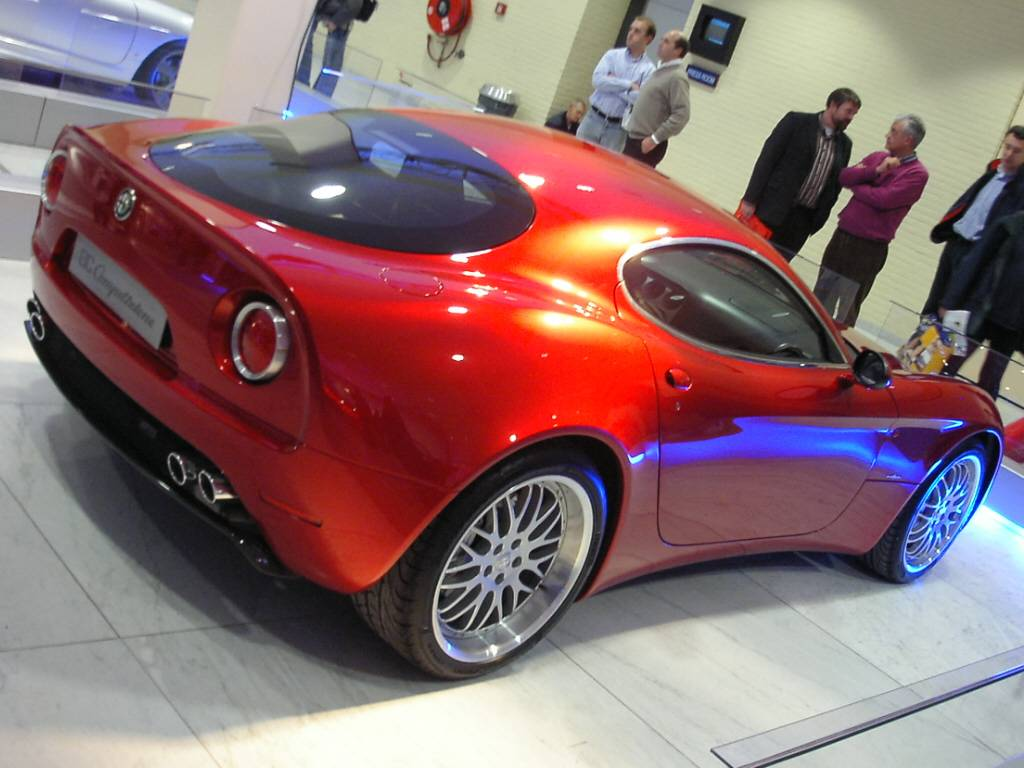
achterkant van de conceptwagen

Alfa Romeo was bang dat de 8C te veel in het vaarwater van Maserati zou zitten en daarom kregen zij in eerste instantie niet de toestemming om de 8C in productie te brengen. Bovendien kregen andere projecten zoals de nieuwe Brera en 159 voorrang. Met de komst van Antonio Baravalle als nieuwe CEO bij Alfa werd het 8C project nieuw leven ingeblazen. Om de concurrentie met Maserati uit de weg te gaan wordt de productie gelimiteerd tot 500 stuks en komt de 8C in een hogere prijsklasse. De 8C Competizione kost 136.000 euro, exclusief btw en andere belastingen.
De productieversie van de 8C beschikt over een 4,7 liter 90° V8 motor die samen met Maserati werd ontwikkeld. De V8 levert een maximaal vermogen van ongeveer 450 pk en heeft een maximaal koppel van 470 Nm. Het frame van de wagen is uit staal gemaakt, terwijl de carrosserie net als bij de conceptwagen van carbon is. De auto is desondanks toch 1.560 kg zwaar. De topsnelheid is afgegeven op 295 km/h en de auto sprint van 0-100 km in 4,2 seconde.

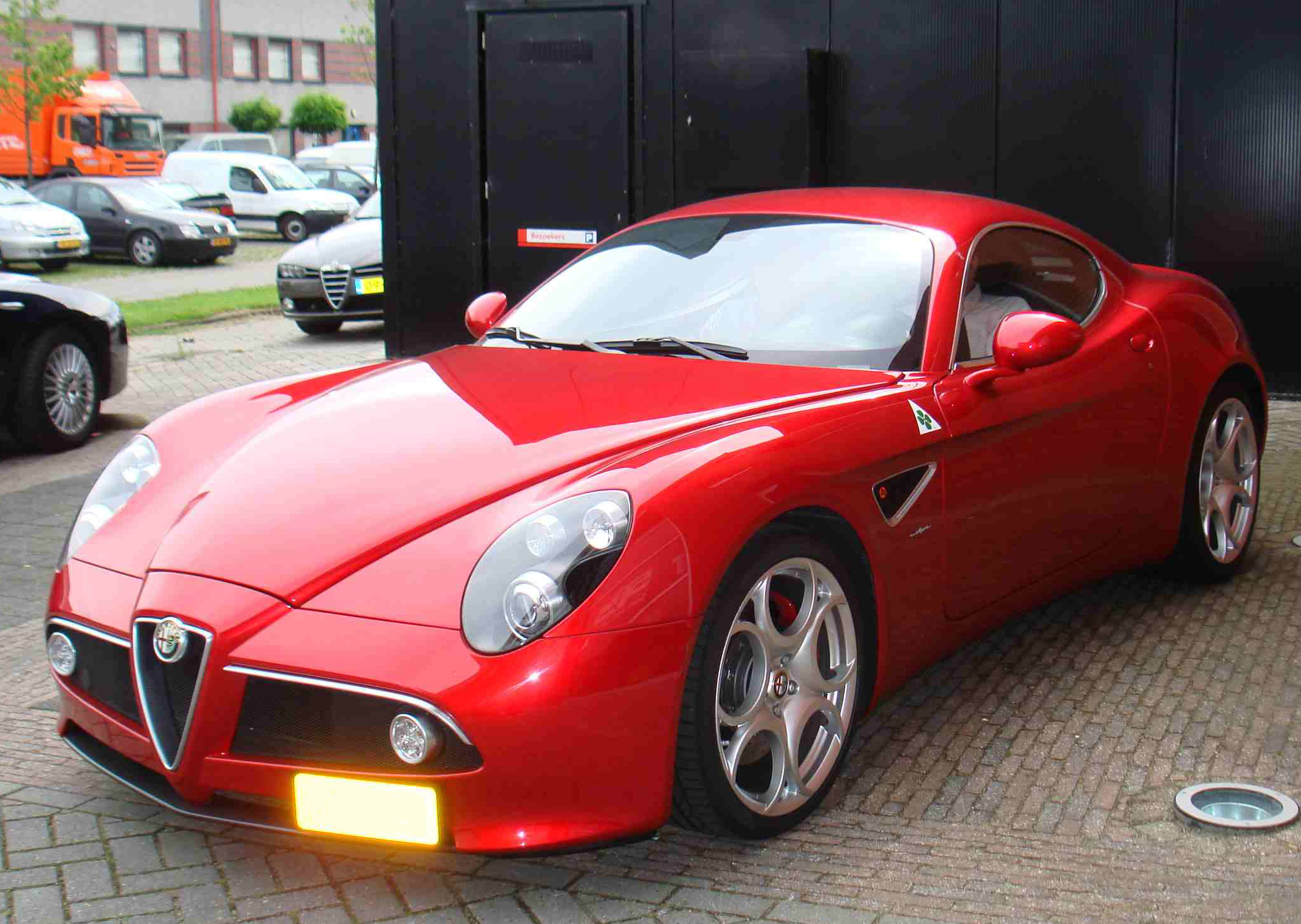
De productieversie van de 8C

De productieversie heeft volgens de makers dezelfde glorie behouden als de conceptwagen. Er zijn slechts marginale veranderingen aangebracht. Zo zijn alle auto's geleverd met xenon-verlichting en hebben een wiswasinstallatie in de koplamp ingebouwd gekregen. Hierdoor zijn de ogen scherper geworden. Het rooster op de flank is voorzien van een aluminium strip en de velgen zijn meer in Alfa-stijl door grote ronde gaten.
In Nederland zijn tien originele exemplaren verkocht. Verder zijn er plannen op van de 8C ook een GTA versie te bouwen in een oplage van honderd stuks. Het is niet bekend of deze worden verkocht voor op de weg of dat dit pure circuitauto's worden.

## 8C Spider

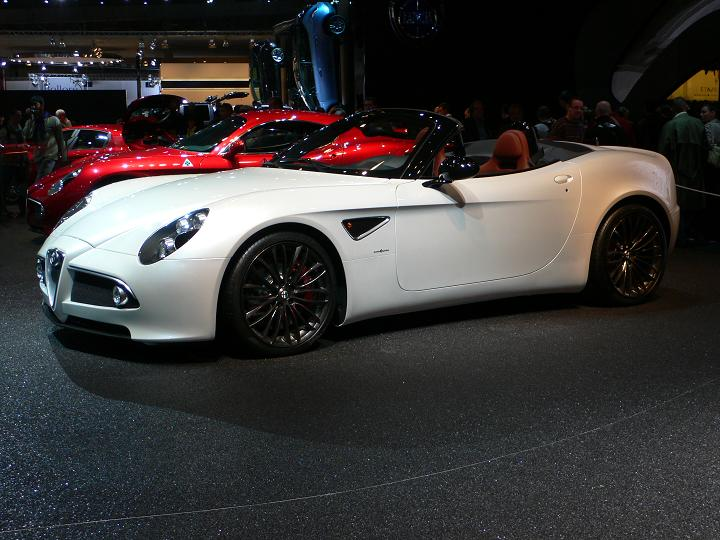
8C Spider

Door de vraag naar de 8C Competizione en het succes van haar zusje, de 8C Spider heeft Alfa Romeo besloten om in 2010 ook 500 cabrioletversies te bouwen. Deze auto heeft de beschikking over dezelfde 4,7 liter V8 als in de Competizione.